# Cyrtoptyx
Cyrtoptyx Delucchi, 1956, è un genere di insetti della famiglia degli Pteromalidi (Hymenoptera Chalcidoidea) comprendente specie parassitoidi ectofagi di altri insetti.
Le specie descritte sono in genere associate a insetti galligeni della famiglia dei Cynipidae. Nel genere è compresa anche la specie Cyrtoptyx latipes, parassitoide associato alla mosca dell'olivo.

## Sistematica
Il genere comprende le seguenti specie:
- C. bruchi Blanchard, 1940
- C. cynipidis Masi, 1922
- C. flavida Xiao, Chen & Huang, 2003
- C. gallicola Dzhanokmen, 1976
- C. gilloni Rasplus, 1989
- C. latipes Rondani, 1874
- C. lichtensteini Masi, 1922
- C. pistaciae Nikol'skaya, 1935
- C. robustus Masi, 1907